# Philibert Collet (jurisconsulte)
Pour les articles homonymes, voir Philibert Collet et Collet.

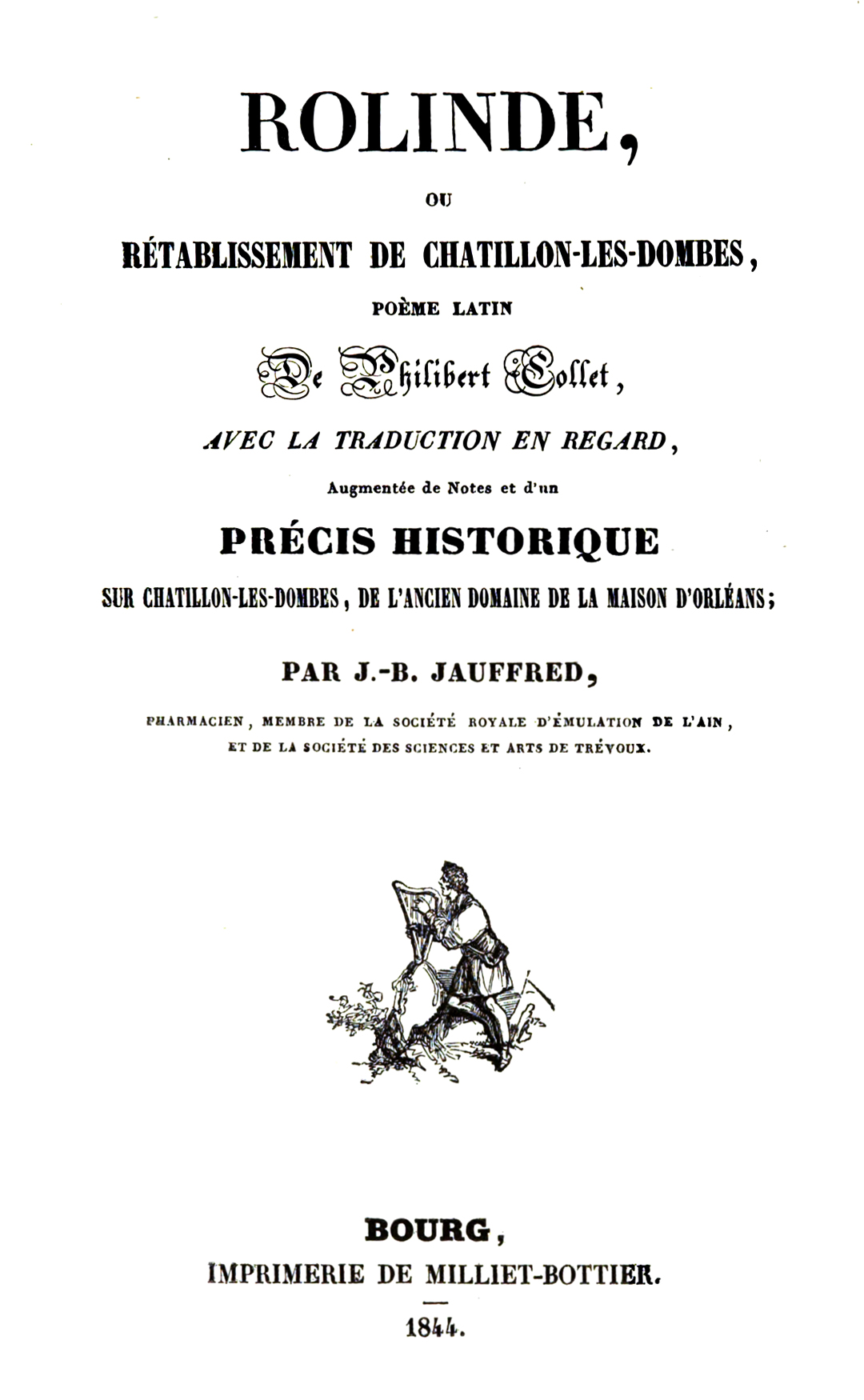
"Rolinde" ou "Redressement de Châtillon-lès-Dombes" poème de Philibert Collet traduit du latin par J-B Jauffred en 1844.

Philibert Collet, né le 26 février 1643 à Châtillon-lès-Dombes, aujourd'hui Châtillon-sur-Chalaronne (Ain) et mort le 30 mars 1718, est jurisconsulte et premier syndic de cette même ville en 1671. Il est aussi l'auteur de plusieurs ouvrages littéraires liés à la botanique, la poésie, à l'histoire de la Dombes, de la Bresse et de Lyon ainsi que des essais sur le droit et la théologie.

## Biographie
Il naît le 26 février 1643 à Châtillon-les-Dombes, de Pierre Collet, notaire royal et Suzanne Girard.
À la suite de l'incendie de Châtillon-sur-Chalaronne en 1670, il rédige un poème en latin : "Rolindeus" ou "Rolinde" du nom du conseiller de Mademoiselle de Montpensier. Il sollicite son aide pour reconstruire les halles en bois du marché. La souveraine de Dombes offrira aux châtillonnais les chênes de sa forêt de Tanet dans l'Ain,.
Il devient membre de la Royal Society en 1711.

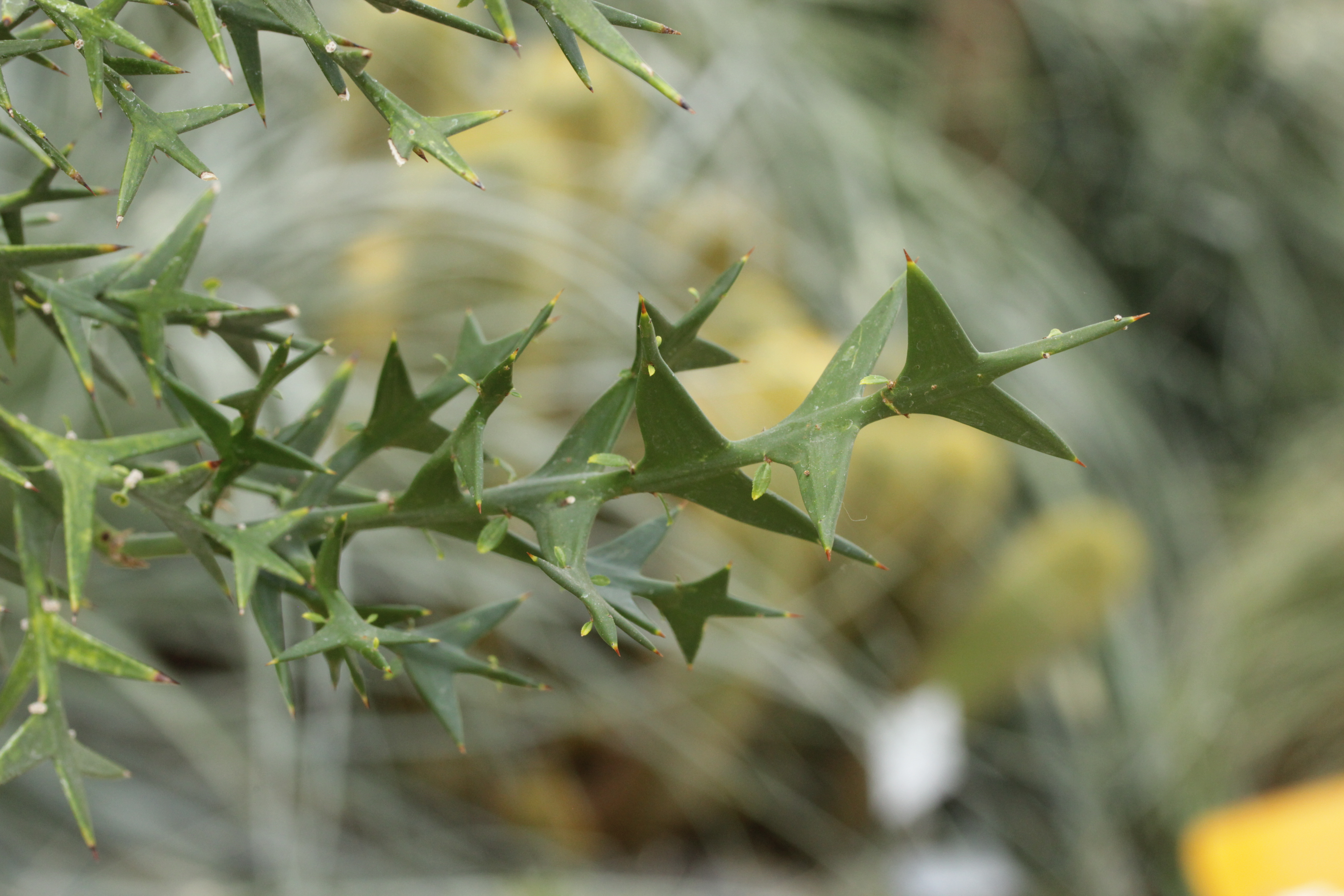
Genre de Colletia, espèce paradoxa

## Postérité
Dans Le Siècle de Louis XIV, de Voltaire, Philibert Collet apparaît dans le Catalogue des écrivains.
Philibert Commerson, botaniste du Roi, natif de la même ville, dédiera le genre Colletia à son compatriote,.